# Îles Alderman
Pour les articles homonymes, voir Alderman.
Les îles Alderman sont un petit groupe d'îlots rocheux au Sud-Est de la baie Mercury (en) dans l'île du Nord de la Nouvelle-Zélande. Ils sont situés au large de la côte de la péninsule de Coromandel, à 20 km à l'est de l'embouchure du fleuve Tairua.

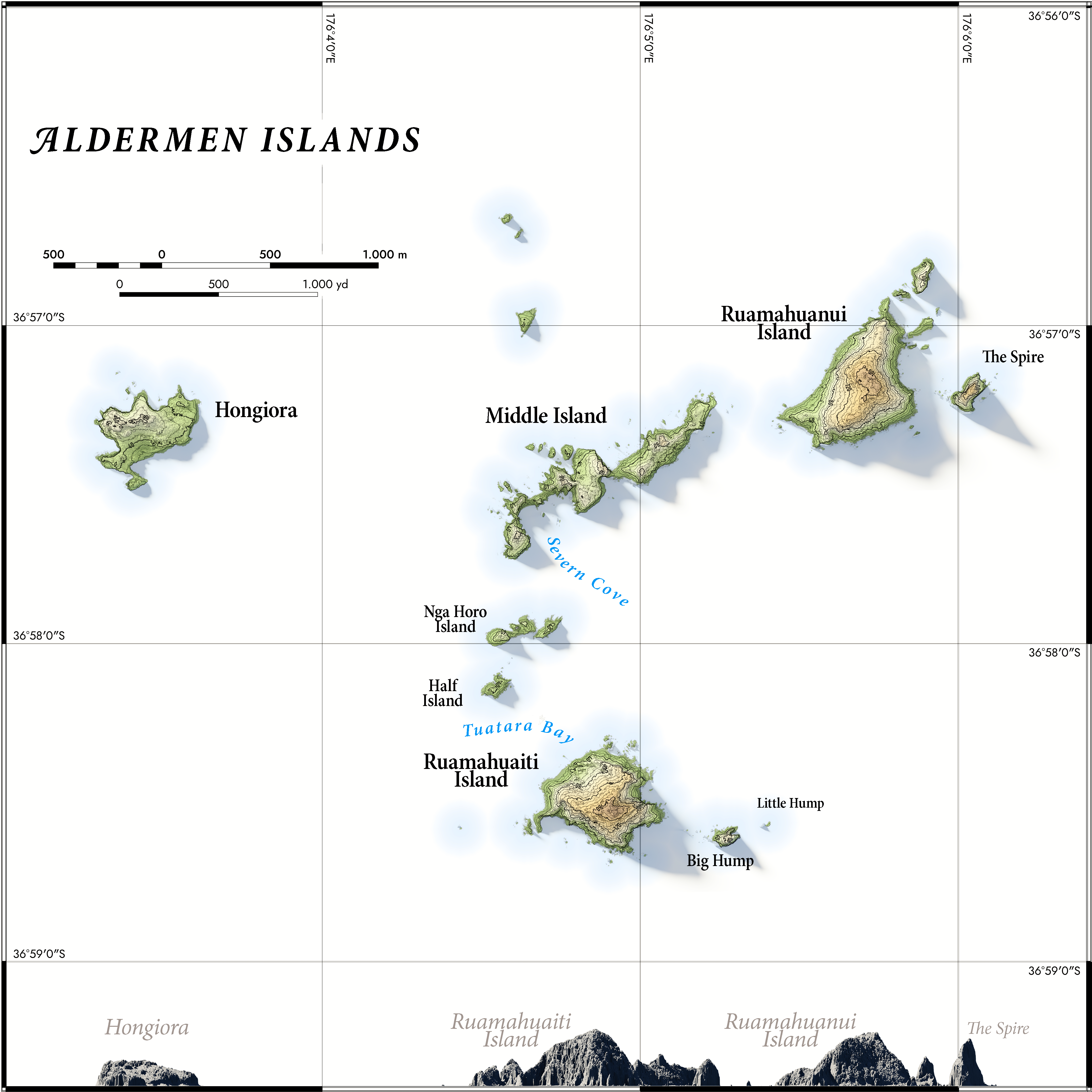
Carte des îles Andermen

## Nom
Les îles furent nommées « la Cour des conseillers municipaux » ("the court of aldermen" en anglais) par le Capitaine Cook et son équipage le 3 novembre 1769, après avoir été nommée précédemment l'île Mayor .

## Géologie
Le groupe des îles Alderman se compose de quatre îles principales : Hongiora, Middle, Ruamahuanui et Ruamahuaiti, qui sont les restes d'un cône volcanique.
Leur superficie représente un peu moins d'1 km2.
Les îles forment une réserve forestière naturelle, hébergeant des espèces rares comme le Sphénodon. Leur accès ne se fait que par autorisation délivrée.

## Archéologie
L'enquête savante sur les preuves de l'occupation maorie passée des îles Aldermen est minutieusement documentée par Moore.
Cette recherche intègre des idées issues de divers comptes historiques et observations sur le terrain rapportés par différents auteurs.
Lors de l'exploration initiale des îles Aldermen, des observateurs précoces tels que Sladden et Falla, et Cochrane n'ont pas réussi à identifier de signes visibles d'une occupation maorie antérieure. Cependant, les recherches menées par Bell et al. au cours des années 1951-58 ont révélé des indications intrigantes sur Ruamahuanui et Middle Island. Le rapport historique du capitaine Cook de 1769 attestait de l'occupation des îles, et les observations de Wade en 1842, lors d'un séjour temporaire sur Ruamahuaiti, mentionnaient des vestiges de huttes et une abondance de choux sauvages près de la baie de Tuatara.
La description détaillée des îles est devenue disponible après la visite de Sladden et Falla (cit. opt.), et la visite ultérieure de Cochrane en 1959 a conclu que la végétation semblait être "culturellement inchangée". Néanmoins, des rapports antérieurs de Bell et al. et Falla suggéraient des preuves de tirs sur au moins certaines des îles.
Les îles abritent une population importante de Pterodroma macroptera (pétrel à face grise) et de Sphenodon punctatus (tuatara), tous deux connus pour construire des terriers. L'impact combiné de l'excavation intensive, particulièrement évident dans des zones comme Hongiora, ainsi que de la combustion contrôlée, est présumé avoir joué un rôle central dans l'effacement des traces d'une population maorie antérieure.
Un élément crucial de cette enquête comprend des descriptions de sites archéologiques compilées lors du camp scientifique du Auckland University Field Club en mai 1972. Bien que ces descriptions et les cartes schématiques qui les accompagnent soient concises en raison de contraintes de temps et d'équipement limité, il existe une possibilité distincte que des sites supplémentaires existent sur les îles.

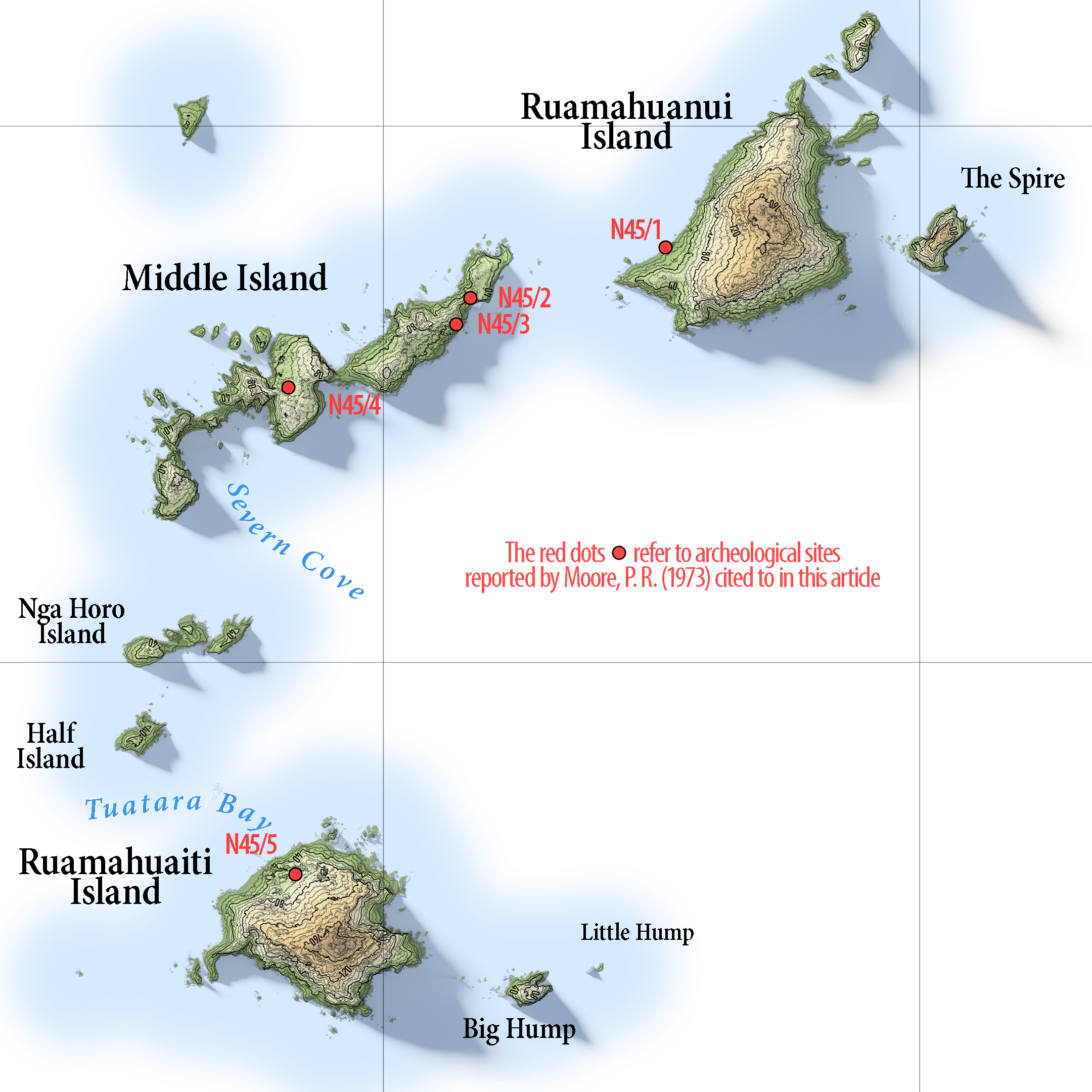
Localisation des sites archéologiques cités par Moore

### Ruamahuanui
Un seul site enregistré (N45/1, référez-vous à la figure dans l'article) correspond à l'observation de Blackburn en 1958. Ce site présente une petite terrasse, d'environ 12 m sur 6 m, située à 10 m au-dessus de la plage, avec des murs en pierre sur deux côtés. Des traces de coquillages sont dispersées sur la terrasse et s'étendent plus haut dans le ravin.

### Middle Island
Trois sites enregistrés comprennent N45/2, situé sur une crête inclinée vers le sud à plus de 40 m au-dessus de falaises abruptes. L'accès à ce site est possible par un ravin raide ou une crête étroite et dangereuse. De l'obsidienne, des coquillages et des os de poisson ont été trouvés éparpillés dans la région. N45/3, une petite terrasse à 5-6 m au-dessus de la plage, révèle des concentrations de coquillages. N45/4, le site le plus grand et le plus intrigant, présente des murs de soutènement en pierre et des terrasses, suggérant une utilisation potentielle pour la culture.

### Ruamahuaiti
La terrasse proéminente de cette île (N45/5) se compose de neuf niveaux principaux situés sur la crête la plus au nord. Ce site montre des traces de coquillages, d'os de poisson, d'obsidienne et d'objets, indiquant une possible occupation maorie archaïque.

### Hongiora
Bien que aucun site spécifique n'ait été enregistré, deux éclats d'obsidienne ont été collectés près d'une source d'eau douce. La discussion intègre des preuves liées à la maçonnerie, aux fosses, aux amas de coquillages et à la végétation sur les îles. La proximité de Mayor Is., une source significative d'obsidienne, laisse supposer que les îles étaient utilisées pour des abris temporaires ou des visites par des groupes voyageant le long de la côte. De plus, des comptes historiques suggèrent des visites fréquentes de parties de pêche au mouton, soulignant l'importance des îles en tant que source de nourriture pour les premiers Maoris de la région.